# Belső-macedóniai Forradalmi Szervezet
Az 1893-ban alapított első Belső-macedóniai Forradalmi Szervezet (VMRO) bulgáriai jogutódja. Hasonló nevű párt Macedóniában is működik.
A Bolgár Népi Szövetség választási koalíció tagja volt.